# Xã Arcade, Quận Phillips, Kansas
Xã Arcade (tiếng Anh: Arcade Township) là một xã thuộc quận Phillips, tiểu bang Kansas, Hoa Kỳ. Năm 2010, dân số của xã này là 97 người.